# Kościół św. Stanisława Biskupa w Lubaczowie
Kościół św. Stanisława Biskupa w Lubaczowie – eklektyczna świątynia rzymskokatolicka w Lubaczowie

## Historia
Kościół parafialny św. Stanisława w Lubaczowie został wybudowany w latach 1898–1899 w miejscu wcześniejszej drewnianej fary miejskiej. W 1945 roku świątynia została podniesiona do godności prokatedry i w latach 1945–1991 była siedzibą administratora apostolskiego archidiecezji lwowskiej.
W latach 1981–1987 do kościoła św. Stanisława dobudowano od strony prezbiterium postmodernistyczny kościół bł. Jakuba Strzemię, który w 1991 roku został podniesiony przez papieża Jana Pawła II do godności konkatedry diecezji zamojsko-lubaczowskiej. 
Kościół św. Stanisława w Lubaczowie pełni funkcję sanktuarium Matki Bożej Łaskawej. W latach 1974–1986 w ołtarzu głównym świątyni znajdował się obraz Matki Bożej Łaskawej z archikatedry lwowskiej, który aktualnie znajduje się w skarbcu katedry wawelskiej. Obecnie w lubaczowskim sanktuarium czczona jest wierna kopia tej ikony, koronowana papieskimi koronami. W ołtarzu bocznym kościoła umieszczony jest ponadto srebrny relikwiarz bł. Jakuba Strzemię, patrona rzymskokatolickiej archidiecezji lwowskiej i diecezji zamojsko-lubaczowskiej.